# Cathédrale de Tous-les-Saints de Derby
Cette  cathédrale n’est pas la seule cathédrale de Tous-les-Saints.
La cathédrale de Tous-les-Saints de Derby (en anglais : Cathedral Church of All Saints) est une cathédrale de la ville britannique de Derby, en Angleterre. Elle est le siège de l'évêché de Derby. D'une superficie d'environ 1 017 m2, elle est la plus petite cathédrale anglicane d'Angleterre.

## Histoire

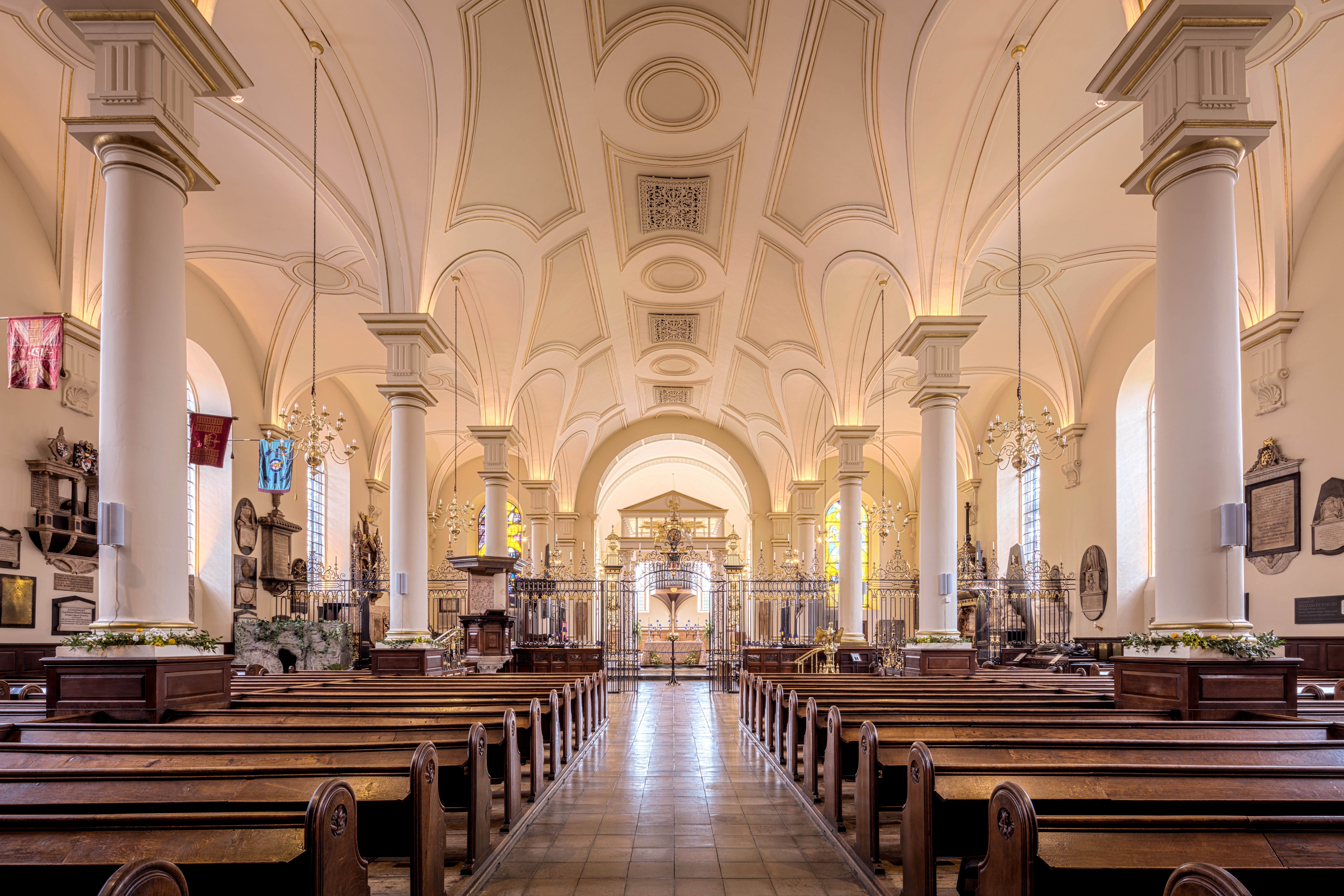
La nef de la cathédrale.

L'église originelle a été fondée par le roi Edmond Ier d'Angleterre vers 943 comme une église collégiale royale, mais il n'y a aucune trace de son existence aujourd'hui. La cathédrale actuelle date du XIVe siècle, bien qu'elle semble être fondée sur les fondations d'un bâtiment plus ancien, de la même taille que l'église actuelle. La tour date de 1510 à 1530 et a été construite dans le style gothique anglais populaire à l'époque.
Joan Waste (en) y a été jugé pour hérésie en 1556. L'exécution a eu lieu sur la route de Burton upon Trent.
En dehors de la tour, le bâtiment a été reconstruit dans un style classique sur les dessins de James Gibbs en 1725.
Le bâtiment, anciennement connu sous le nom d'église de Tous-les-Saints (All Saints’ Church), est devenue une cathédrale par décret le 1er juillet 1927.
La cathédrale contient le plus ancien ensemble de cloches du Royaume-Uni. Parmi les autres trésors, une nef du XVIIIe siècle avec un jubé en fer forgé de  Robert Bakewell (ferronnier) (en), ou encore le mémorial de Bess de Hardwick.
Depuis 2000, une famille de faucons pèlerins a un nid sur la tour de la cathédrale.

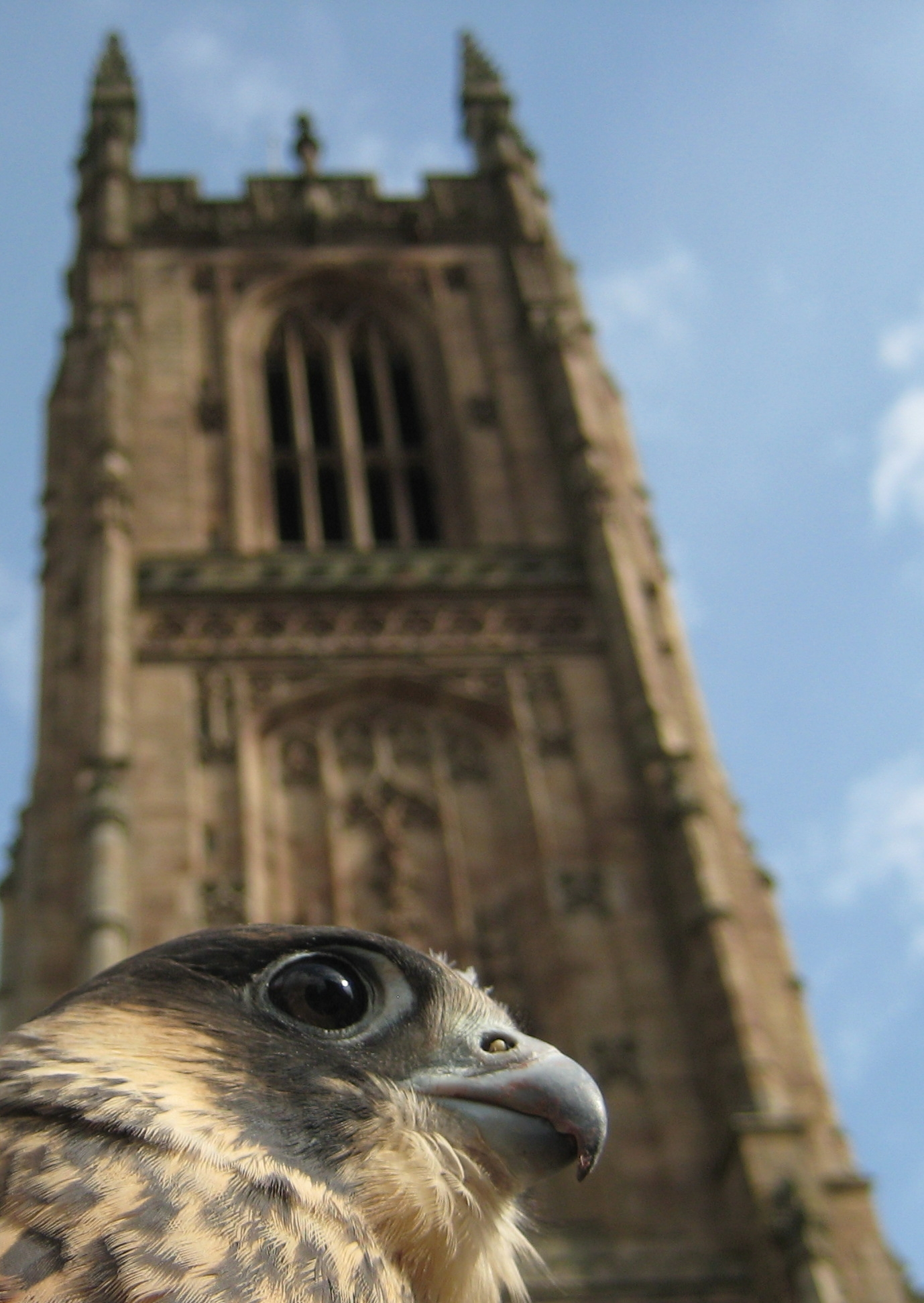
Faucon pèlerin mâle juvénile.
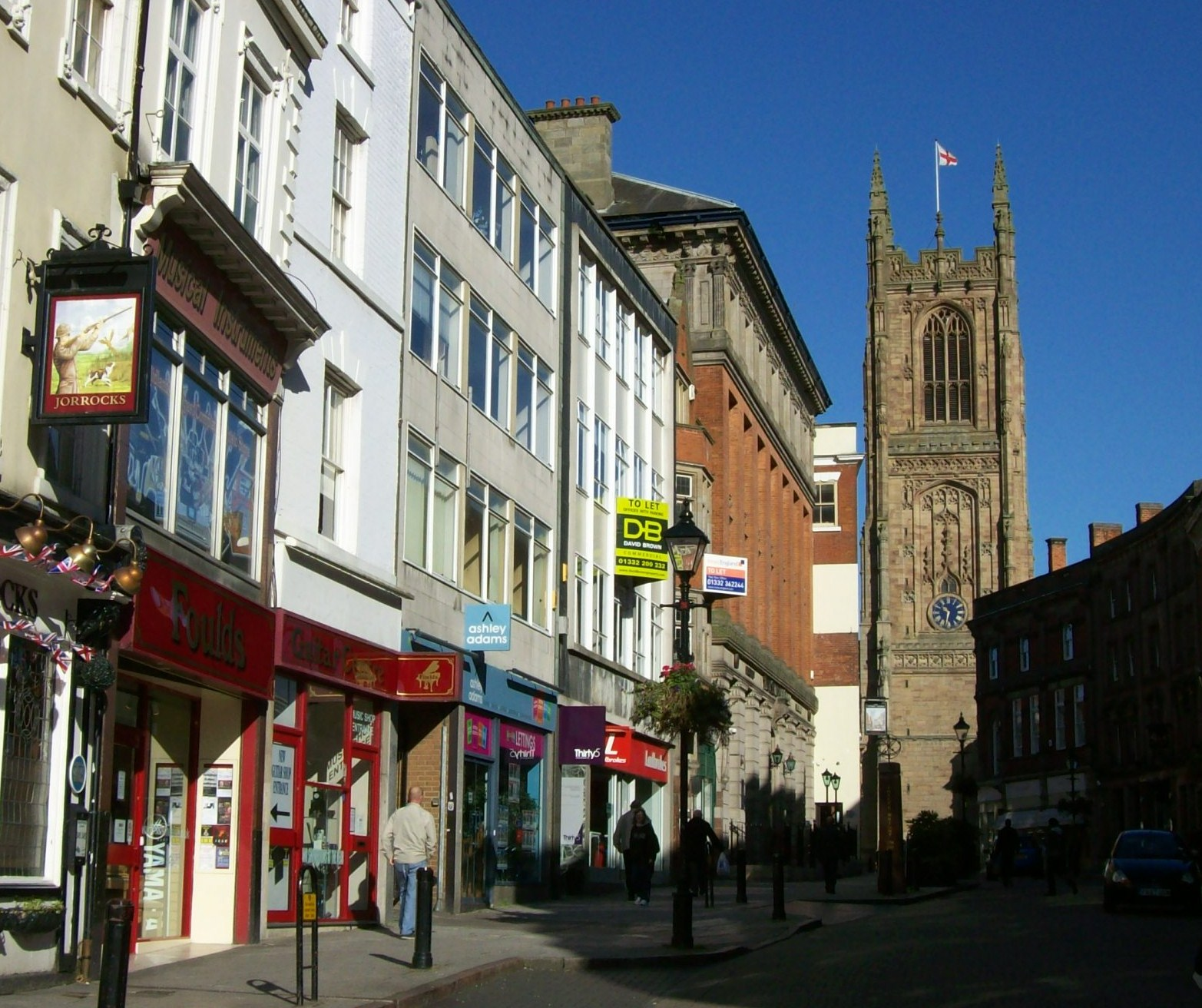
Iron gate et le clocher de la cathédrale.
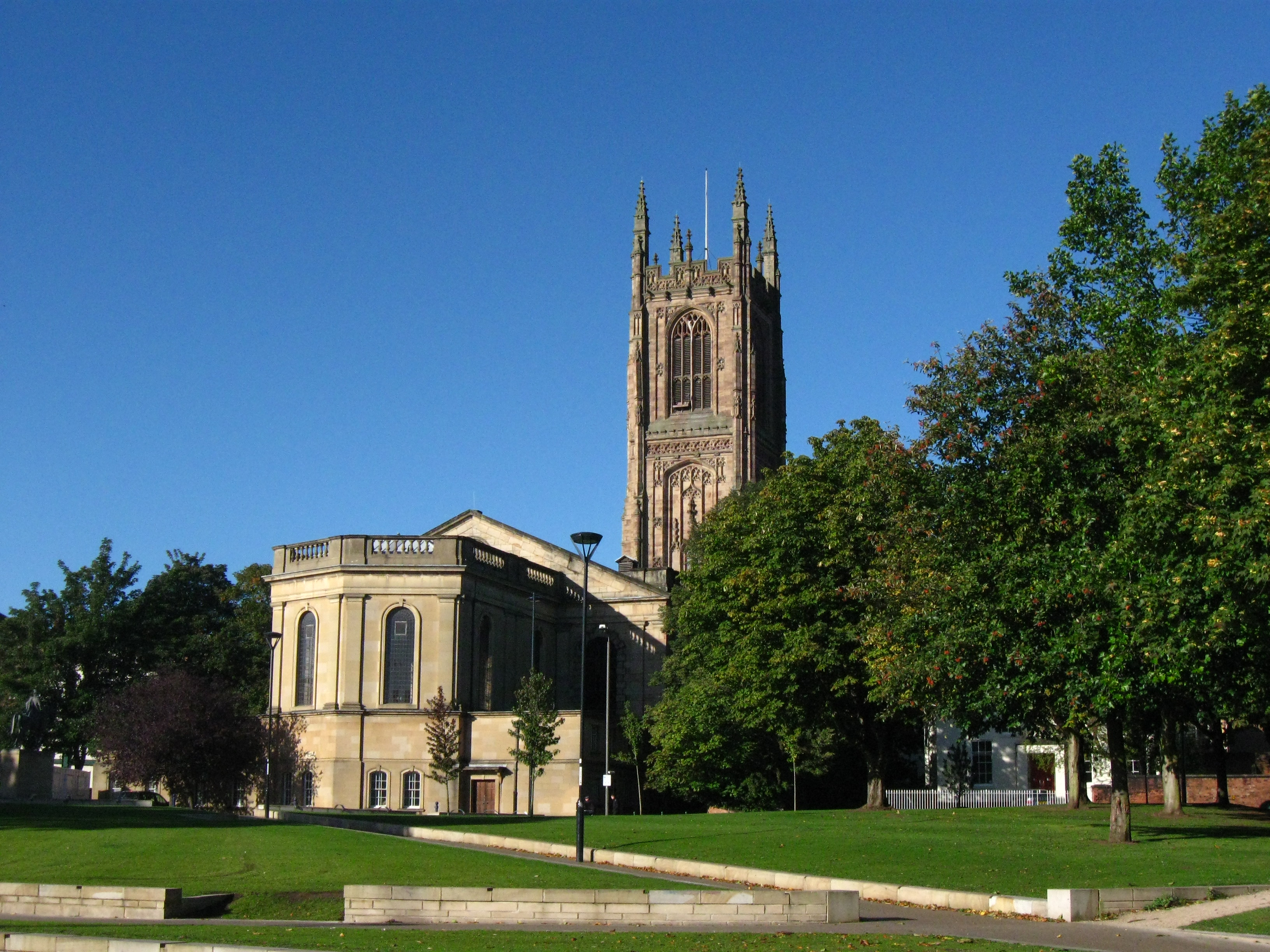
Le chevet.

## Source
- (en) Cet article est partiellement ou en totalité issu de l’article de Wikipédia en anglais intitulé « Derby Cathedral » (voir la liste des auteurs).